# Морозівка (Ізюмський район)
Моро́зівка — село в Україні, у Балаклійському районі Харківської області. Населення становить 461 осіб. До 2020 орган місцевого самоврядування — Морозівська сільська рада.

## Історія
Село постраждало внаслідок геноциду українського народу, проведеного урядом СССР в 1932—1933 роках, кількість встановлених жертв в Морозівці, Вустимівці, Бородоярському, Ковтунівці, Вільхуватці — 135 людей.
12 червня 2020 року, відповідно до Розпорядження Кабінету Міністрів України  № 725-р «Про визначення адміністративних центрів та затвердження територій територіальних громад Харківської області», увійшло до складу Савинської селищної територіальної громади.
19 липня 2020 року, в результаті адміністративно-територіальної реформи та ліквідації Балаклійського району, село увійшло до складу новоутвореного Ізюмського району.

## Населення

### Мова
Розподіл населення за рідною мовою за даними перепису 2001 року:
| Мова            | Кількість | Відсоток |
| --------------- | --------- | -------- |
| українська      | 934       | 91.75%   |
| російська       | 74        | 7.27%    |
| білоруська      | 4         | 0.39%    |
| болгарська      | 1         | 0.10%    |
| інші/не вказали | 5         | 0.49%    |
| Усього          | 1018      | 100%     |

## Географія
Село Морозівка впритул примикає до смт Савинці. Територією села протікає річка Теплянка, яка через 4 км впадає в Сіверський Донець. На півдні великий сосновий ліс. На сході знаходяться великі відстійники.

## Економіка
В селі є молочно-товарна ферма.

## Пам'ятки
- Загальнозоологічний заказник місцевого значення «Лиман». Площа 131,2 га. Знаходиться біля с. Морозівка на типових заливних і болотистих ділянках. Це місце гніздування пернатих, у тому числі рідкісних видів: пастушка водяного, болотної курочки, деркача (Європейський Червоний список) та ін.
- Також на території с. Морозівка знаходиться вітряк ХІХ ст., Який є пам'яткою архітектури Балаклійського району.

## Також
- Перелік населених пунктів, що постраждали від Голодомору 1932-1933, Харківська область